# 弗蘭克·丹切維奇
弗蘭克·丹切維奇（Frank Dancevic，1984年9月26日—），出生于尼亚加拉瀑布城，是一位加拿大職業網球運動員，2003年轉職業。他曾参加2008年夏季奥林匹克运动会，结果在单打第一轮被淘汰。

## 外部連結
- 弗蘭克·丹切維奇（英文/西班牙文）的官方資料
- 弗蘭克·丹切維奇的國際網球總會 職業／青少年 官方資料（英文）
- 弗蘭克·丹切維奇的官方資料（英文）